# Schönwölkau
Schönwölkau är en kommun i Landkreis Nordsachsen i förbundslandet Sachsen i Tyskland. Kommunen har cirka 2 700 invånare.
Kommunen ingår i förvaltningsområdet Krostitz tillsammans med kommunen Krostitz.